# 外間守善
外間 守善（ほかま しゅぜん、1924年（大正13年）12月6日 - 2012年（平成24年）11月20日）は、日本の言語学者・沖縄学研究者。沖縄学研究所所長、法政大学名誉教授。伊波普猷の後継者であり、琉球文学・文化研究の第一人者。

## 経歴
1924年、沖縄県那覇市に生まれる。妹の静子は学童疎開で対馬丸の犠牲となった。守善は19歳の時、沖縄師範学校在学中に沖縄戦で現地入隊、第24師団歩兵第32連隊第2大隊（志村大隊）に配属される。部隊は激戦地の浦添城がある前田高地を守備し、800名の大隊が最終的に29名になっていたという。志村大隊が武装解除に応じ、屋嘉収容所に収容されたのは9月3日のことであった。
1950年、國學院大學文学部国文学科を卒業し、東京大学文学部言語研究室で学ぶ。大学では金田一京助、柳田國男の教えを受け、東京大学で服部四郎に師事する。1967年和洋女子大学短期大学部教授。1968年（昭和43年）に法政大学文学部教授に就任し、沖縄返還の1972年に発足した沖縄文化研究所副所長、所長などを歴任する。1977年、國學院大學文学博士。1988年、第6回東恩納寛惇賞受賞。1995年（平成7年）に法政大学教授を定年退任後は、私財を投じ沖縄学研究所を都内に開設し、「沖縄学研究所紀要」（2009年・第12号まで）や「沖縄学研究叢書」を発行した。
2012年（平成24年）11月20日、肺炎のために死去、87歳没。

## 受賞・栄典
- 1988年：第6回東恩納寛惇賞
- 1996年：第18回角川源義賞（『南島文学論』）
- 2003年：第14回福岡アジア文化賞大賞[4]。

## 研究内容・業績
- 『おもろさうし』など古代南島歌謡を基礎資料に、琉球文化の源流を解明を目指した研究を行う。歌謡集『おもろさうし』の現代語への翻訳出版、口頭伝承の神歌をフィールドワークで集めた『南島歌謡大成』を編纂するなど、多くの業績を残している[1]。特に南島歌謡の研究では、奄美群島、沖縄諸島、および先島諸島の宮古・八重山で、各・南西諸島（琉球諸島）4つの地域の特徴とその共通性を初めて論証した[1]。
- おもろ研究は、沖縄学の父・伊波普猷をはじめ仲原善忠、比嘉春潮、金城朝永ら沖縄出身の各氏によって進められていたが、外間は仲原の遺志を継いで「校本」「辞典」「索引」「校注」を完成させた[7]。

## 人物
上皇明仁・上皇后美智子には沖縄関係で、東宮だった昭和期から度々進講し、琉歌の添削などもおこなっている。また、剛柔流空手八段をはじめ諸武道に精通し、野球や陸上競技でも国体出場経験を持つ。

## 家族・親族
息子：外間隆史は音楽プロデューサーでアーティスト。隆史は姓を「そとま」と読ませている。

## 著書
- 『沖縄の言語史』法政大学出版局 1971（叢書・日本文学史研究）、オンデマンド版2012
- 『うりずんの島 沖縄文学と思想の底流』沖縄タイムス社 1971
- 『おもろ語辞書 沖縄の古辞書混効験集』角川書店 1972 / オンデマンド版（各・角川学芸出版）2011
- 『沖縄文学の世界』角川書店 1979
- 『伊波普猷論』沖縄タイムス社「タイムス選書」1979 / 平凡社（増訂版） 1993
- 『日本語の世界 9 沖縄の言葉』中央公論社 1981 
  - 『沖縄の言葉と歴史』中公文庫（改訂版） 2000
- 『おもろさうし 古典を読む』岩波書店 1985 / 岩波同時代ライブラリー 1998
- 『沖縄の歴史と文化』中公新書 1986。電子書籍 2013
  - 元版『沖縄の歴史と文化　NHK市民大学』日本放送出版協会 1984 [9]
- 『南島の神歌 おもろさうし』中公文庫 1994
- 『南島の抒情 琉歌』中公文庫 1995
- 『南島文学論』角川書店 1995、オンデマンド版 2013
- 『海を渡る神々－死と再生の原郷信仰』角川選書 1999
- 『沖縄学への道』岩波現代文庫 2002
- 『私の沖縄と沖縄学』沖縄学研究所[10] 2005 傘寿記念出版
- 『私の沖縄戦記 前田高地・六十年目の証言』角川学芸出版 2006 / 角川ソフィア文庫 2012 / 電子書籍・KADOKAWA 2014
- 『回想80年 沖縄学への道』沖縄タイムス社 2007
- 『沖縄の食文化』新星出版 2010 / ちくま学芸文庫 2022、電子書籍 2023

### 編・校訂
- 『沖縄健児隊』大田昌秀共編 日本出版協同 1953
- 『校本 おもろさうし』仲原善忠共編 角川書店 1965
- 『おもろさうし 辞典総索引』仲原善忠共編 角川書店 1967、第二版1978 / オンデマンド版（角川学芸出版）、2011 - 以下は※
- 『混効験集 校本と研究』角川書店 1970
- 『沖縄文化論叢 4 文学・芸能編』平凡社 1971。全5巻[11]
- 『沖縄文化論叢 5 言語編』平凡社 1972
- 『宮古島の神歌』新里幸昭共編 三一書房 1972
- 『日本思想大系 18　おもろさうし』西郷信綱共校注、岩波書店 1972
  - 改訂版『おもろさうし』上下、岩波文庫 2000、ワイド版2015。現代語訳付
- 伊波普猷『をなり神の島』全2巻、平凡社東洋文庫 1973、ワイド版2007。校訂解説
- 『伊波普猷全集』全11巻、平凡社 1974-76、復刊1993。編集委員[12]で全巻解説
- 『南島抒情 琉歌百選』仲程昌徳[13]共著 角川選書 1974
- 『金城朝永全集』上下、大藤時彦共編 沖縄タイムス社 1974
- 編『伊波普猷 人と思想』平凡社 1976、再版1989
- 編『南島文学：おもろさうし・琉歌・組踊　鑑賞 日本古典文学 第25巻』角川書店 1976
- 島袋全發『沖縄童謡集』平凡社東洋文庫 1977、ワイド版2003。校訂解説
- 『日本民俗文化大系12　伊波普猷：オモロ研究』講談社 1978。他は金田一京助（藤本英夫）
- 『南島歌謡大成』全5巻、角川書店 1978-80、※ 2011。編者代表（）内は共編者

1 沖縄篇 上（玉城政美）、2 沖縄篇 下（比嘉実・仲程昌徳）
3 宮古篇（新里幸昭）、4 八重山篇（宮良安彦）、5 奄美篇（田畑英勝・亀井勝信）
- 『日本言語学要説』佐川誠義共編 朝倉書店 1984
- 『沖縄の祖神 アマミク』築地書館 1990。桑原重美写真
- 『定本 琉球国由来記』波照間永吉共編 角川書店 1997、※ 2011
- 伊波普猷『古琉球』岩波文庫 2000。校訂解説
- 『定本 おもろさうし』波照間永吉共編 角川書店 2002、※ 2011

## 参考サイト
- デジタル版 日本人名大辞典+Plus　外間守善
- 琉球新報　外間守善氏死去　沖縄学の一時代築いた